# Juriaen Jacobsz.

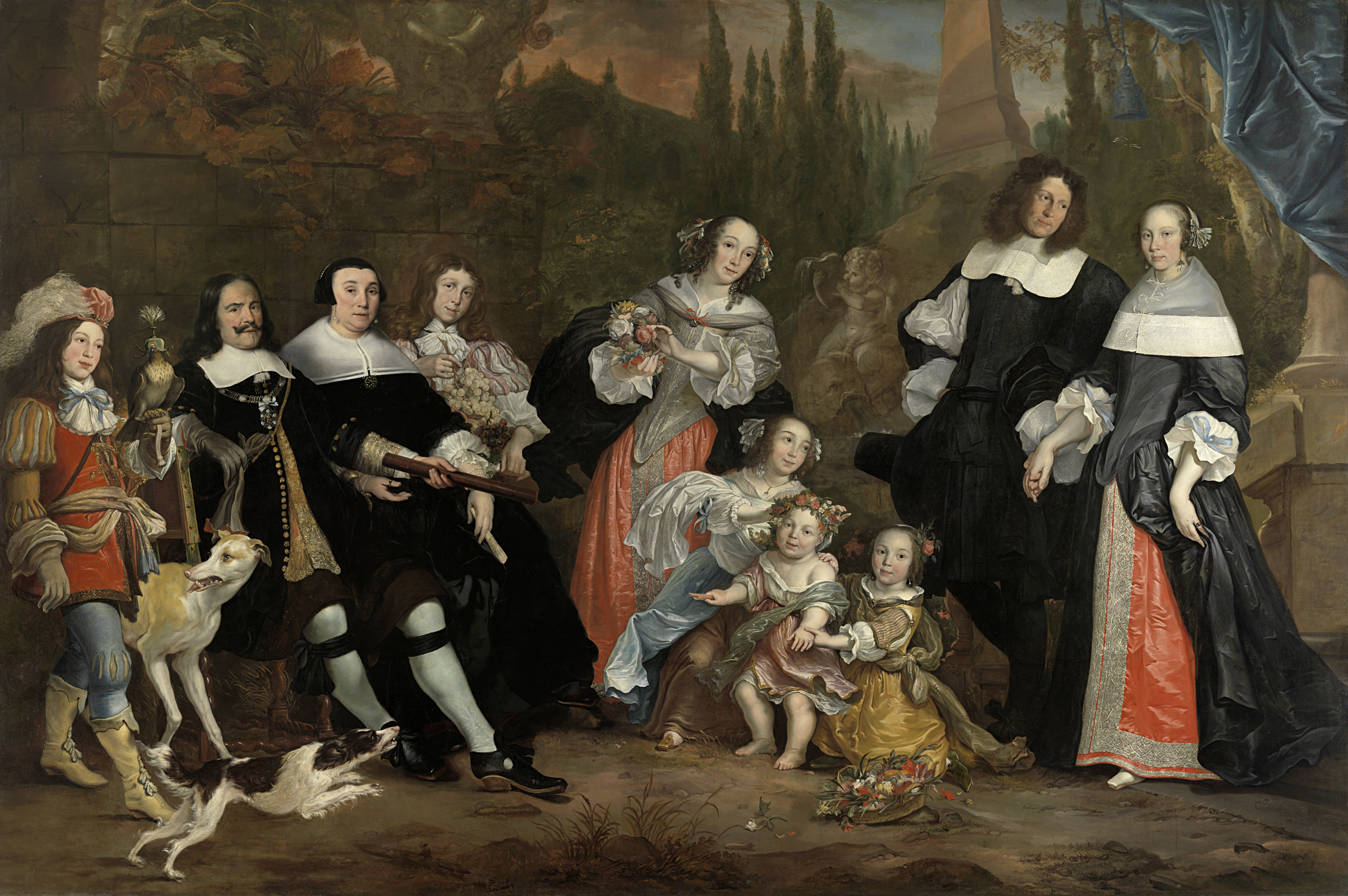
Michiel de Ruyter en zijn familie, 1662

Juriaen Jacobsz. (alternatieve namen: Jürgen Jacobsen, Juriaen Jacobsen, 
Jurriaen Jacobsz., Jürgen Jacobsz en Georg Albert Jacobsz) (Hamburg, 17 december 1624 - Leeuwarden, 1685) was een portretschilder en animalier van Duitse afkomst die actief was in Nederland gedurende de Nederlandse Gouden Eeuw.

## Biografie
Hij zou zijn eerste opleiding genoten hebben in Hamburg.  Hij werd een leerling van Frans Snyders in Antwerpen.
Hij verbleef in Antwerpen in de periode 1652-1658, in Amsterdam van 1659-1664 en reisde naar Leeuwarden in 1665, waar hij zich permanent vestigde. In Leeuwarden werd hij hofschilder van stadhouder Hendrik Casimir II van Nassau-Dietz.  Zijn pupillen waren Hendrik Carré en David Klöcker Ehrenstrahl.

## Werk
Hij schilderde voornamelijk dieren en jachttaferelen en stillevens in de stijl van Frans Snyders. De stijl van zijn portretten leek aanvankelijk op het werk van Anthony van Dyck and later op dat van Ferdinand Bol.